# Sorex hosonoi
Sorex hosonoi là một loài động vật có vú trong họ Chuột chù, bộ Soricomorpha. Loài này được Imaizumi mô tả năm 1954.